# The Football Association
Die Football Association (kurz (The) FA) ist der höchstrangige Fußballverband in England sowie den Kronbesitzungen Jersey, Guernsey und der Isle of Man.

## Überblick
Die FA wurde am 26. Oktober 1863 als erster Fußballverband der Welt gegründet. Sie war maßgeblich daran beteiligt, die Regeln des modernen Fußballspiels zu formulieren, und nimmt einen besonderen Platz in der Geschichte des Sports ein. Heute ist sie Mitglied der UEFA, der FIFA und ist mit einem ständigen Sitz im International Football Association Board (IFAB) vertreten.
Alle professionellen Fußballklubs Englands müssen Mitglieder der Football Association sein, um an deren Wettbewerben teilzunehmen. Die FA ist verantwortlich für das Management der englischen Männer- und Frauen-Nationalteams, die Organisation des FA Cups – des größten und angesehensten Pokalwettbewerbs des Landes – und ist außerdem der Dachverband der English Football League (bestehend aus Championship, League One und League Two). Die Premier League ist dagegen selbstverwaltet.
Die FA spielt eine große Rolle in der Entwicklung des englischen Fußballs an der Basis, dennoch unterstützt sie weiterhin die Amateurspiele und organisiert das nationale Ligasystem.

### Herkunft des WortsSoccer
Das englische Wort Soccer ‚Fußball‘, das vor allem in Regionen gebraucht wird, in denen andere Formen des Football üblich sind (beispielsweise im Amerikanischen oder im Australischen), leitet sich als Kurzform von Association Football ab. Es bezeichnet also jenes Football, welches nach den Regeln der FA gespielt wird. Damit grenzt sich der Begriff eindeutig von der in den USA populäreren Sportart American Football bzw. ursprünglich bei der Entstehung des Fußballs vom Rugby-Football ab. Im britischen Englisch versteht man unter football in erster Linie das, was im Deutschen als Fußball bezeichnet wird. In Deutschland wird das englische Football in der Regel für American Football verwendet.

## Geschichte
Vor dem ersten Treffen der Football Association in der Freemason's Tavern, einem Pub in der Great Queen Street in London, am 26. Oktober 1863 gab es keine allgemein anerkannten Fußballregeln. Die Gründungsmitglieder, die an der ersten Sitzung teilnahmen, waren Vertreter von Vereinen und Bildungseinrichtungen: Barnes, WO (War Office) Club, Crusaders, Forest of Leytonstone (wurde später zum Wanderers Football Club), N.N. (No Names) Club (aus Kilburn, einer Gegend im Norden Londons), Crystal Palace (hat keine Verbindung zum heutigen Crystal Palace Football Club), Blackheath Football Club, Percival House (Blackheath), Surbiton sowie die Blackheath Proprietary School; die Charterhouse School entsandte zwar einen Beobachter, lehnte aber ab, der Vereinigung beizutreten. Der Schulfußball spielt bis in die Gegenwart in England eine große Rolle.
Das erste Regelwerk des modernen Fußballspiels wurde während einer Serie von sechs Treffen erarbeitet, die zwischen Oktober und Dezember 1863 in besagter Lokalität stattfanden. Beim letzten dieser Treffen zog der erste Schatzmeister der FA, der Repräsentant von Blackheath, die Mitgliedschaft seines Klubs bei der FA zurück. Grund dafür war die Streichung zweier entworfener Regeln in der vorhergehenden Sitzung. Die erste dieser Regeln hätte das Laufen mit dem Ball in der Hand erlaubt, die zweite das Verhindern eines solchen Laufs durch Treten des Gegners ins Schienbein, Beinstellen und Festhalten. Andere englische Rugby-Vereine folgten ihm und traten nicht der FA bei. Stattdessen gründeten sie 1871 die Rugby Football Union (RFU).
Ein Premierenspiel, bei dem die neuen Regeln der FA angewendet werden sollten, war für den 2. Januar 1864 im Battersea Park (London) geplant. Enthusiastische Mitglieder der FA wollten jedoch nicht bis ins neue Jahr warten, sodass bereits am 19. Dezember 1863 ein Testspiel in Mortlake zwischen E. C. Morleys Team, die Barnes, und deren Nachbarn FC Richmond, die selbst kein FA-Mitglied waren, ausgetragen wurde, welches torlos endete. Die Richmonder ließen sich von der Anwendung der neuen Regeln offensichtlich nicht überzeugen – sie halfen 1871 der RFU sich zu formieren.
Das Spiel im Battersea Park wurde um eine Woche verschoben. Damit wurde das erste vorgeführte Fußballspiel, das nach FA-Regeln gespielt wurde, am Samstag, dem 9. Januar 1864, gespielt. Die Teilnehmer der gegenüberstehenden Mannschaften, darunter zahlreiche bekannte Fußballspieler der Zeit, wurden vom Präsidenten der FA, Arthur Pember, und dem Sekretär, E. C. Morley, ausgewählt.

Logo

## Wettbewerbe
Die FA veranstaltet folgende Wettbewerbe:
- FA Challenge Cup (ältester Pokalwettbewerb)
- FA Trophy
- FA Vase
- FA Women’s Cup
- FA Youth Cup
- FA Sunday Cup
- FA County Youth Cup
- FA Community Shield
- FA National League System Cup
- FA Futsal Cup

## Schiedsrichter
Die englischen Fußballschiedsrichter und Schiedsrichterassistenten sind über die Schiedsrichter-Organisation Professional Game Match Officials Limited (PGMOL) organisiert, die seit 2001 alle Schiedsrichter für die Select Group nominiert und alle Spielansetzungen für die Premier League, die English Football League (EFL) und die FA-Wettbewerbe festlegt.

## Leitung der Football Association

### Präsidenten der Football Association
- Arthur Pember (1863–1867)
- Ebenezer Cobb Morley (1867–1874)
- Francis Marindin (1874–1890)
- Arthur Kinnaird, 11. Lord Kinnaird (1890–1923)
- John Charles Clegg (1923–1937)
- William Pickford (1937–1939)
- Alexander Cambridge, 1. Earl of Athlone (1939–1955)
- Philip, Duke of Edinburgh (1955–1957)
- Henry, 1. Duke of Gloucester (1957–1963)
- George Lascelles, 7. Earl of Harewood (1963–1971)
- Edward, 2. Duke of Kent (1971–2000)
- Andrew, Duke of York (2000–2006)
- William, Prince of Wales (seit 2006)

### Vorsitzende der Football Association
Die Football Association hat im Juni 2021 die Unternehmensmanagerin Debbie Hewitt einstimmig, von einem siebenköpfigen Gremium, zur neuen Vorsitzenden nominiert. Das FA Council muss auf seiner nächsten Sitzung am 22. Juli 2021 der Nominierung formell zustimmen. Sie wird Nachfolgerin des im November 2020 zurückgetretenen Greg Clarke. Seit November 2020 führt Peter McCormick als Interim-Vorsitzender das Amt bis zur Übernahme. Hewitt wird die erste Frau, die dem englischen Fußballverband in seiner über 150-jährigen Geschichte vorstehen wird. Im Januar 2022 soll sie das Amt übernehmen.
- A. G. Hines (1938)
- Mark Frowde (1939–1941)
- Amos Brook Hirst (1941–1955)
- Arthur Drewry (1955–1961)
- Graham Doggart (1961–1963)
- Joe Mears (1963–1966)
- Andrew Stephen (1967–1976)
- Harold Warris Thompson (1976–1981)
- Bert Millichip (1981–1996)
- Keith Wiseman (1996–1999)
- Geoff Thompson (1999–2008)
- David Triesman (2008–2011)
- David Bernstein (2011–2013)
- Greg Dyke (2013–2016)
- Greg Clarke (2016–2020)
- Peter McCormick (seit 2020, interim)
- Debbie Hewitt (ab 2022)

### Sekretäre und Geschäftsführer der Football Association
- Ebenezer Cobb Morley (1863–1866)
- R. W. Willis (1866–1868)
- R. G. Graham (1868–1870)
- Charles William Alcock (1870–1895)
- Frederick Wall (1895–1934)
- Stanley Rous (1934–1962)
- Denis Follows (1962–1973)
- Ted Croker (1973–1989)

Im Jahr 1989 wurde die Position des Sekretärs durch die des Geschäftsführers ersetzt.
- Graham Kelly (1989–1998)
- Adam Crozier (2000–2002)
- Mark Palios (2003–2004)
- Brian Barwick (2005–2009)
- Ian Watmore (2009–2010)

## UEFA-Fünfjahreswertung
Platzierung in der UEFA-Fünfjahreswertung:
(in Klammern die Vorjahresplatzierung). Die Kürzel CL, EL und CO hinter den Länderkoeffizienten geben die Anzahl der Vertreter in der Saison 2026/27 der Champions League, der Europa League sowie der Conference League an.
- 01.  (01)  England (Liga, Pokal, Ligapokal) – Koeffizient: 115.196 – CL: 4, EL: 2, CO: 1
- 02.  (02)  Italien (Liga, Pokal) – Koeffizient: 97.231 – CL: 4, EL: 2, CO: 1
- 03.  (03)  Spanien (Liga, Pokal) – Koeffizient: 94.453 – CL: 4, EL: 2, CO: 1

Stand: Ende der Europapokalsaison 2024/25